# Къщи без огради
„Къщи без огради“ е български игрален филм (драма) от 1974 година на режисьора Георги Стоянов, по сценарий на Никола Русев. Оператор е Ивайло Тренчев. Музиката във филма е композирана от Кирил Дончев.

## Актьорски състав
| В главните роли                | Изпълнител                                   |
| ------------------------------ | -------------------------------------------- |
| Мишо                           | Кирил Петров (дете)                          |
| Еленко                         | з.а. Константин Коцев                        |
| Киро - „Керкенеза“             | Стефан Данаилов                              |
| леля Атанаска, майката на Киро | Леда Тасева                                  |
| Веска, дъщерята на Еленко      | Добринка Станкова                            |
| жената на архитекта            | Надежда Казасян                              |
| приятелката                    | з.а. Татяна Лолова                           |
| Евтим, архитектът              | Ицхак Финци                                  |
|                                | з.а. Катя Динева                             |
| В епизодите                    |                                              |
| Христо - „Папуняка“            | Стоян Гъдев                                  |
| съсед                          | з.а. Христо Динев                            |
|                                | Н. Петкова                                   |
|                                | А. Великов                                   |
|                                | Л. Кирпикова                                 |
|                                | Н. Михова                                    |
|                                | Мария Стефанова (като М. Стефанова)          |
|                                | Детелин Стаматов (дете)                      |
| Ванчо                          | Димитър Ганев (дете) (като Д. Ганев)         |
|                                | Димитър Йорданов (дете) (като Д. Йорданов)   |
|                                | Николай Теохаров\| (дете) (като Н. Теохаров) |
| съседка на опашка пред фурната | Милка Попантонова (не е в титрите)           |

и др.